# Dariusz Zgutczyński
Dariusz Zgutczyński (ur. 13 lutego 1965 w Ełku) – polski piłkarz, pomocnik, wychowanek Mazura Ełk.

## Kariera klubowa
Na przełomie lat 70. i 80. był pomocnikiem Mazura Ełk. Następnie przeszedł do I-ligowego Bałtyku Gdynia. Zagrał w nim w jeden mecz, po czym powrócił do ełckiego Mazura na dwa lata. Potem ponownie występował w Bałtyku w II i I lidze. Występował także w Stali Stalowa Wola oraz Lechii Gdańsk.
Karierę zakończył w Lechii Gdańsk po sezonie 1994/1995.
Łącznie rozegrał w polskiej ekstraklasie 73 spotkania, w których strzelił 11 bramek.
Brat Andrzeja Zgutczyńskiego, który również był zawodnikiem Mazura Ełk i Bałtyku Gdynia.